# Torre de los Profesionales
Der Torre de los Profesionales ist ein Bauwerk in der uruguayischen Landeshauptstadt Montevideo.
Das infolge eines aus dem Jahr 1996 stammenden Projekts in den Jahren 1997 bis 2001 errichtete Gebäude befindet sich im Barrio Centro an der Calle Colonia 1297, Ecke Yaguarón 1407. Als Architekt zeichnete Guillermo Gómez Platero verantwortlich. Des Weiteren wirkten die Architekten E. Cohe, R. Alberti, M. Gómez Platero sowie J. Bastarrica und J. Díaz mit. Der Torre de los Profesionales beherbergt Geschäfte, Büros und Kinos.